# Freshwater beach

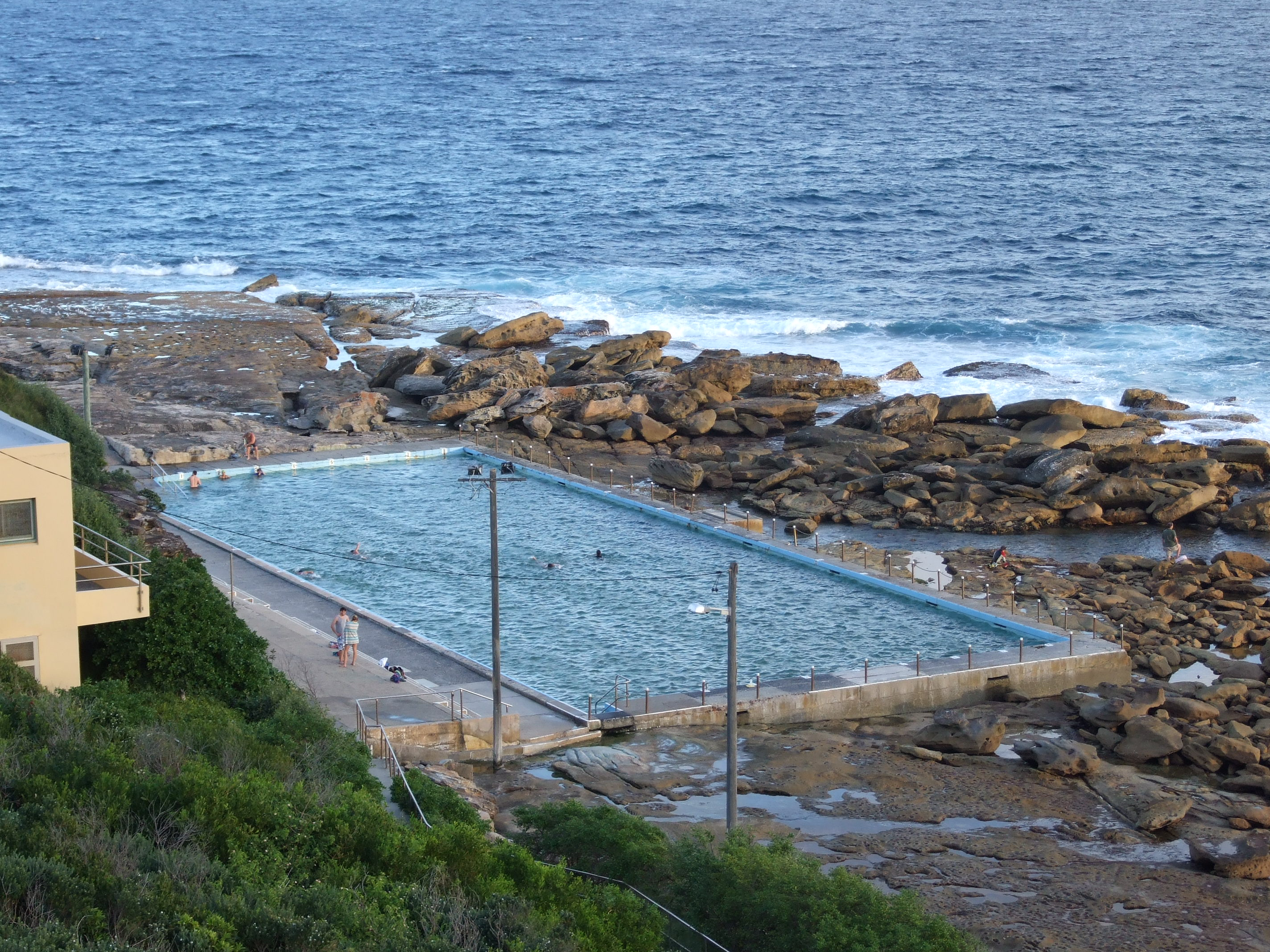
La piscina tra le rocce

Freshwater beach è una spiaggia di Freshwater e sobborgo di Sydney, nel Nuovo Galles del Sud, in Australia. È la prima spiaggia a nord di Manly sulla penisola. La spiaggia è fiancheggiata da un promontorio che pone delle buone condizioni per fare surf, come pratica sportiva.
Tra le rocce è stata costruita una piscina. La spiaggia è controllata da bagnini e ha una sua postazione di salvaguardia per i praticanti di surf.
Il 10 marzo 2012, i 4 chilometri che si delineano tra Freshwater Beach e Shelly Beach (Manly) sono stati dichiarati "Riserva mondiale del surf di Manly -Freshwater" (una maniera di preservare nel mondo le aree adibite al surf).
Alla cerimonia di presentazione erano presenti il campione mondiale di surf Kelly Slater e il governatore del Nuovo Galles del Sud Marie Bashir.